# Liga Deportiva Universitaria de Portoviejo
La Liga Deportiva Universitaria de Portoviejo és un club de futbol de la ciutat de Portoviejo (Equador).
Disputa els seus partits a l'estadi Reales Tamarindos. Fins al 2010 havia jugat 23 temporades a la primera divisió nacional.

## Palmarès
- Segona Divisió de l'Equador: 
  - 1972 E1, 1976 E2, 1980 E2, 1992 E1, 2000